# Novi Calavi
Novi Calavi (en llatí Novi Calavi) va ser un dels líders de la conspiració que va esclatar a Càpua contra Roma l'any 314 aC, junt amb el seu germà Ovi Calavi. Gai Meni va ser nomenat dictador romà per posar fi a la revolta.